# Cyranka (Mielec)
Cyranka – dawniej samodzielna wieś, od 1973 część Mielca. Leży na północny wschód od centrum miasta w okolicy ulicy Cyrankowskiej. Jest to osiedle domów jednorodzinnych zamieszkane przez około 1900 osób.
Nazwa pochodzi od kaczki cyranki powszechnie niegdyś występującej na tych terenach. Wschodnią część osiedla stanowią lasy, środkową tereny przemysłowe (SSE EURO-PARK MIELEC) i lotnisko, a zachodnią dwa osiedla mieszkaniowe otoczone polami uprawnymi. Najważniejszym obiektem osiedla jest Dom Ludowy, w którym znajduje się siedziba OSP Cyranka oraz Mieleckiego Środowiska ZHR.

## Historia
Pierwsze wzmianki o wsi Nowa Góra (Cyranka) pojawiły się w dokumencie lokacyjnym Mielca z 1470, lecz istniała ona już wcześniej. Dawniej wieś i gmina jednostkowa w powiecie mieleckim, za II RP w woјewództwie krakowskim. W 1934 w nowo utworzonej zbiorowej gminie Mielec, gdzie utworzyła gromadę.
Podczas II wojny światowej w gminie Mielec w Landkreis Dębica w dystrykcie krakowskim (Generalne Gubernatorstwo), częściowo włączony do Heeresgutsbezirk Truppenübungsplatz Süd Dęba i SS-Gutsbezirk Truppenübungsplatz Heidelager. Liczyła wtedy 1759 mieszkańców.
Po wojnie znów w gminie Mielec w powiecie mieleckim, w nowo utworzonym województwie rzeszowskim.
Jesienią 1954 zniesiono gminy tworząc gromady. Cyranka weszła w skład nowo utworzonej gromady Cyranka, gdzie przetrwała do końca 1972 roku, czyli do kolejnej reformy gminnej.
1 stycznia 1973 Cyrankę włączono do Mielca. W 1978 stała się osiedlem.